# Haliplus triopsis
Haliplus triopsis is een keversoort uit de familie watertreders (Haliplidae). De wetenschappelijke naam van de soort is voor het eerst geldig gepubliceerd in 1823 door Say.